# Quartier des Amidonniers
Les Amidonniers est un quartier de la ville de Toulouse. Il se situe au nord-ouest de la ville, entre la Garonne et le canal de Brienne, du Bazacle au Port de l'Embouchure. Il est rattaché au secteur 1 (Toulouse Centre). Entre les deux stations de métro Compans Caffarelli et Saint-Cyprien – République, il est à 10 minutes à pied de la place Saint-Pierre et du Capitole.

## Géographie

### Localisation
Les Amidonniers se situent à l'ouest du centre-ville de Toulouse. Le quartier est entouré par celui des Ponts-Jumeaux au nord-ouest, Compans-Caffarelli au nord, le centre-ville à l'est et Bourrassol au sud. Il est délimité par le canal de Brienne, le port de l'Embouchure et la Garonne.

### Voies de communication et transports

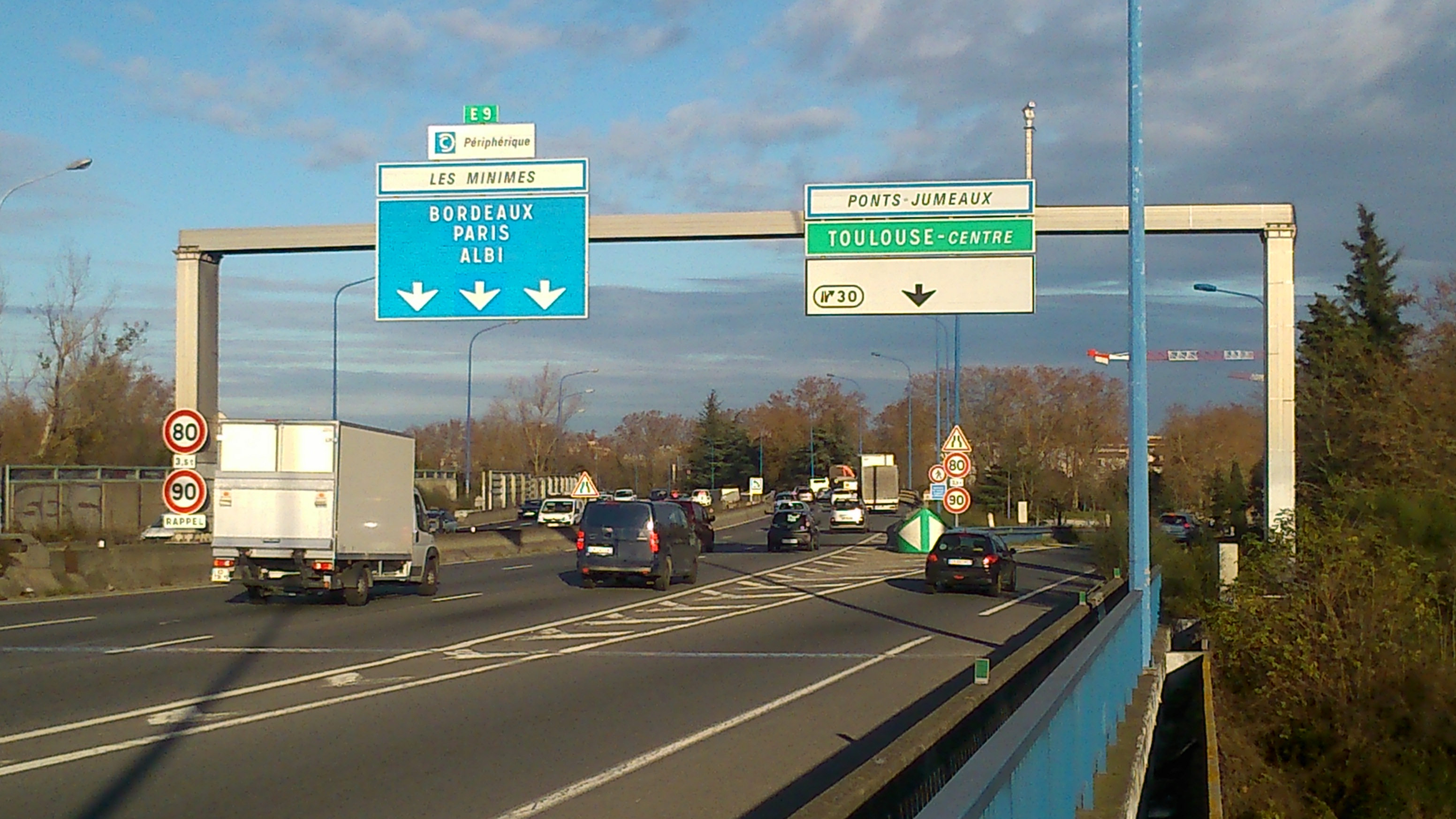
La sortie n°30 du périphérique de Toulouse, permettant l'accès au quartier.

L'allée de Brienne, principale voie desservant le quartier, est aussi celle qui délimite son territoire au nord et qui fait le lien avec le périphérique de Toulouse et avec le centre-ville. L'accès depuis le périphérique est direct, puisque la sortie n°30 donne directement sur le canal de Brienne et les Ponts-Jumeaux. Le pont des Catalans permet par ailleurs de franchir la Garonne, pour rejoindre le quartier Saint-Cyprien et la rive gauche.
Le quartier est desservi par la ligne de bus à haut niveau de service Linéo 1, ainsi que par plusieurs autres lignes de bus du réseau Tisséo.

## Urbanisme

### Morphologie urbaine
La partie ouest du quartier est plutôt résidentielle et calme aux abords de la cité universitaire Chapou et des Ponts-Jumeaux, tandis que la partie la plus proche du pont des Catalans est quant à elle plus urbaine et vivante, avec la proximité directe du centre-ville et de ses commodités (commerces, musée des abattoirs, Bazacle,...).

Voies et bâtiments situés aux Amidonniers.
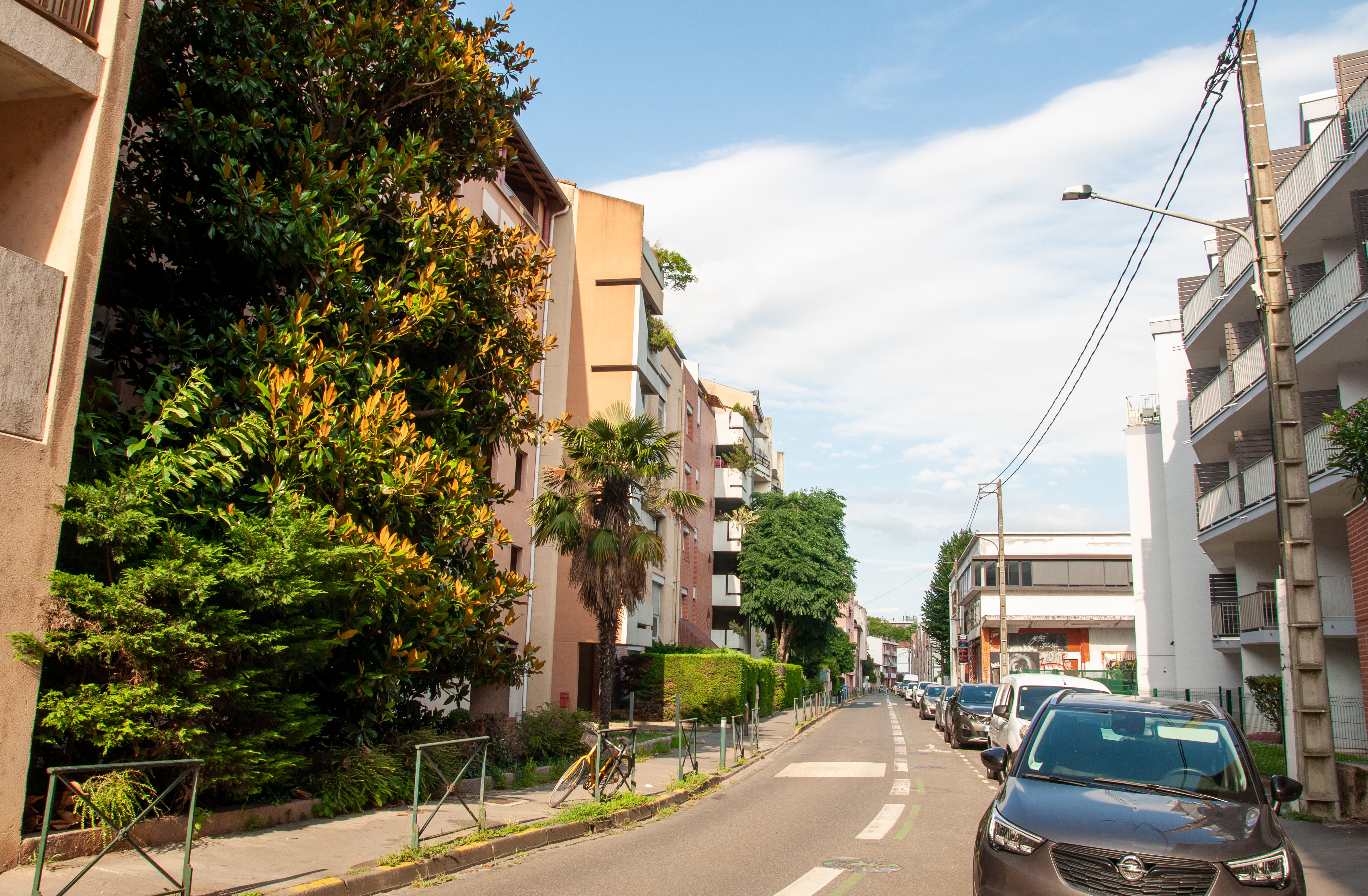
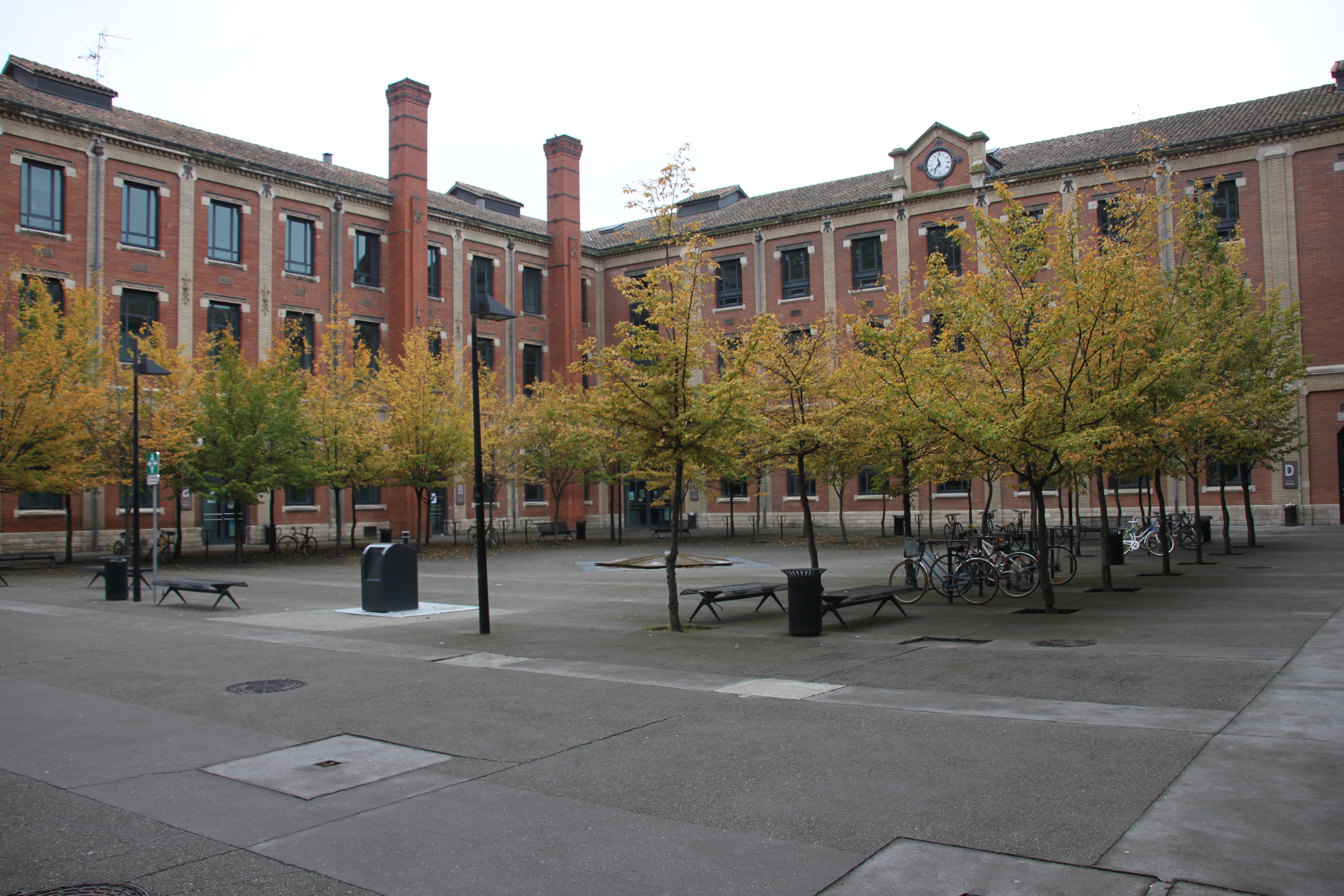
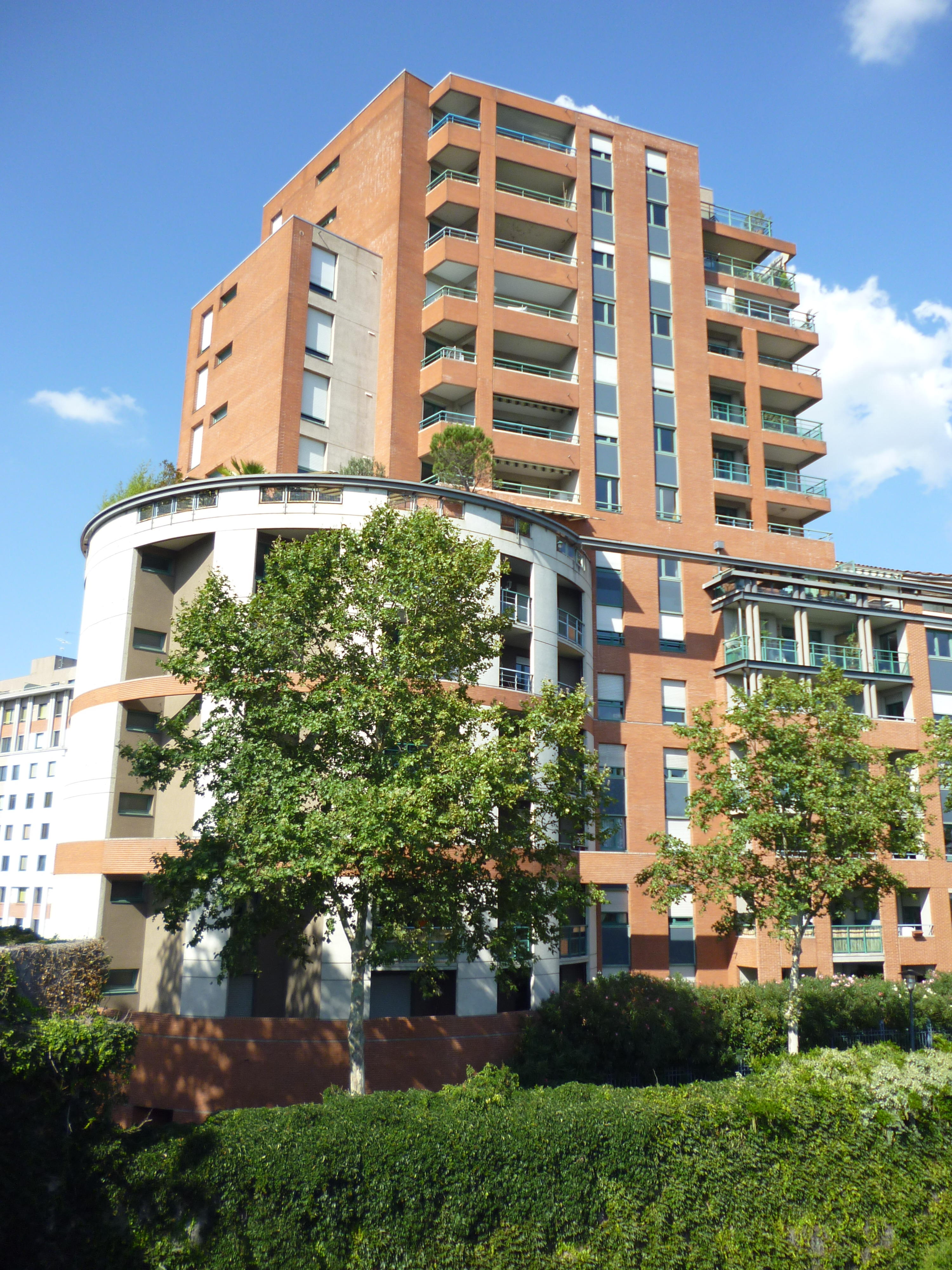
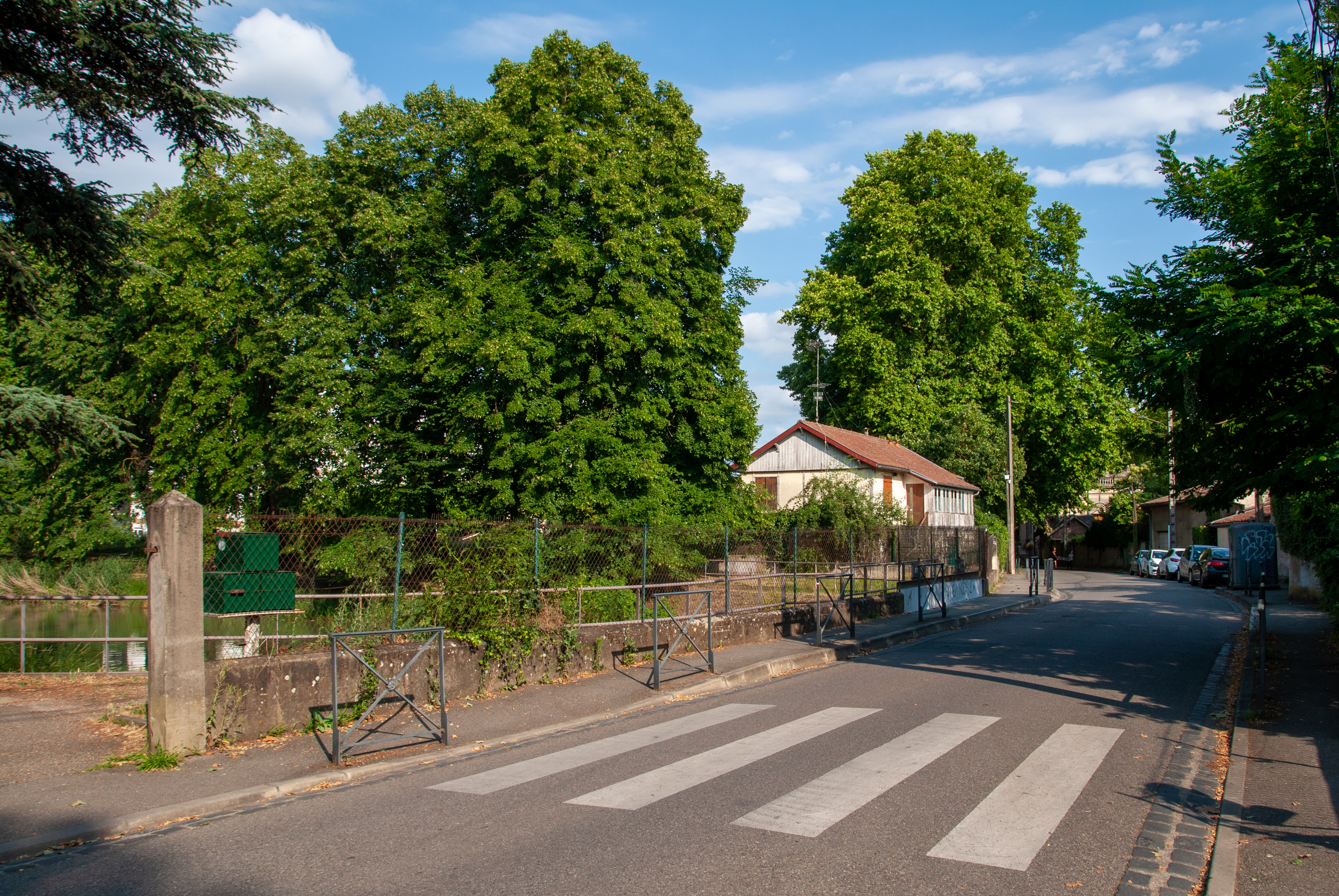

### Logement
En 2016, on comptait 5 151 logements sur le territoire des Amidonniers, en hausse de 10,8 % par rapport à 2011. Parmi ces logements, 88 % étaient des résidences principales, 7 % des résidences secondaires et 6 % des logements vacants. Près de neuf logements sur 10 étaient des appartements (85 %), contre seulement 8 % de maisons.

## Histoire
Le quartier doit son nom aux amidonniers, "fabricants de farine obtenue sans le secours d'une meule". Les communaux de la rive droite du Canalet (chemin d'eau qui joignait le Bazacle au port de l'Embouchure) avaient en effet été inféodés par les capitouls à des fabricants d'amidon.
Cette industrialisation, relayée plus tard par la grande manufacture des tabacs entraîna l'urbanisation du quartier.
La population des Amidonniers était alors indigente, le quartier était nommé "Del chagrin".

## Démographie
En 2016, on dénombrait 7 202 habitants dans le quartier sur 106 hectares, soit une densité de 6 794 hab./km2. Par rapport à 2011, la population avait augmenté de 0,5 %, soit dix fois moins rapidement que dans le reste de Toulouse. Cette faible croissance démographique peut s'expliquer par les très faibles nouvelles constructions dans les quartiers, les friches restantes étant quasiment inexistantes.

## Politique et administration

### Élus
Les personnalités élues dont le mandat est en cours et dont le territoire des Ammidonniers dépend sont les suivantes :
| Élection        | Territoire                                      | Titre                                       | Nom                                  | Tendance politique |  | Début de mandat | Fin de mandat |
| --------------- | ----------------------------------------------- | ------------------------------------------- | ------------------------------------ | ------------------ |  | --------------- | ------------- |
| Municipales     | Quartier 1.2 : Amidonniers - Compans-Caffarelli | Maire de quartier                           | Ghislaine Delmond                    |                    |  | 2020            | 2026          |
| Municipales     | Ville de Toulouse                               | Maire de Toulouse                           | Jean-Luc Moudenc                     | LR                 |  | 2020            | 2026          |
| Législatives    | 1ère circonscription de la Haute-Garonne        | Député                                      | Pierre Cabaré                        | LREM               |  | 2017            | 2022          |
| Départementales | Canton de Toulouse-2                            | Conseillers départementaux de Haute-Garonne | Christine Courade, Jean-Michel Fabre | PS                 |  | 2015            | 2021          |

### Rattachements administratifs et électoraux
Le quartier des Amidonniers se situe dans la ville de Toulouse, siège de Toulouse Métropole, dans le département de la Haute-Garonne et en région Occitanie. Il fait partie du canton de Toulouse-2 et de la première circonscription de la Haute-Garonne.

## Économie

### Revenus de la population
Le revenu médian de la population des Amidonniers est largement supérieur à la moyenne de la ville de Toulouse.

### Emploi
En 2016, la population âgée de 15 à 64 ans s'élevait à 3 710 personnes, dont 12 % de chômeurs. 59 % des habitants du quartier sont des actifs et 11 % sont retraités, ces parts étant inférieures à la moyenne sur l'ensemble de la ville rose. La part des autres inactifs (étudiants et hommes ou femmes au foyer) est près de deux fois supérieure à la moyenne de Toulouse, s'établissant à 30 %. Cet écart peut s'expliquer par une forte population étudiante dans le quartier, du fait de la proximité de l'université du Capitole et de diverses écoles privées, mais surtout de la cité universitaire Chapou.
Près de la moitié des actifs habitant aux Amidonniers sont cadres (44 %), quant 28 % sont des professions intermédiaires. Les employés ne représentent que 18 % des résidents, et seul un actif sur 20 dans le quartier est un ouvrier (5 %).

## Équipements et monuments

### Entreprises et commerces
En 2016, le quartier comptait 5 commerces de proximité (supérettes, boulangeries, coiffeurs,...).

### Équipements publics
La cité universitaire Chapou, propriété du CROUS de Toulouse-Occitanie, est située au niveau du Port de l'Embouchure. Elle abrite des centaines d'étudiants toulousains.

### Sports
Sur le site de la cité universitaire du même nom se trouvait l'ancien stade Chapou, aujourd'hui disparu.

### Lieux culturels et monuments

#### Les trois canaux et l'écluse Saint-Pierre
Le canal de Brienne est intégralement situé dans le quartier. Il en matérialise la limite nord. Mis en service en 1776, il permet de relier le canal du Midi et le canal latéral à la Garonne au fleuve et au centre-ville. L'écluse Saint-Pierre fait la jonction entre le canal de Brienne et la Garonne. À l'opposé, le port de l'Embouchure est le point où les trois canaux s'écoulant dans la ville rose se rejoignent, au niveau des Ponts-Jumeaux.

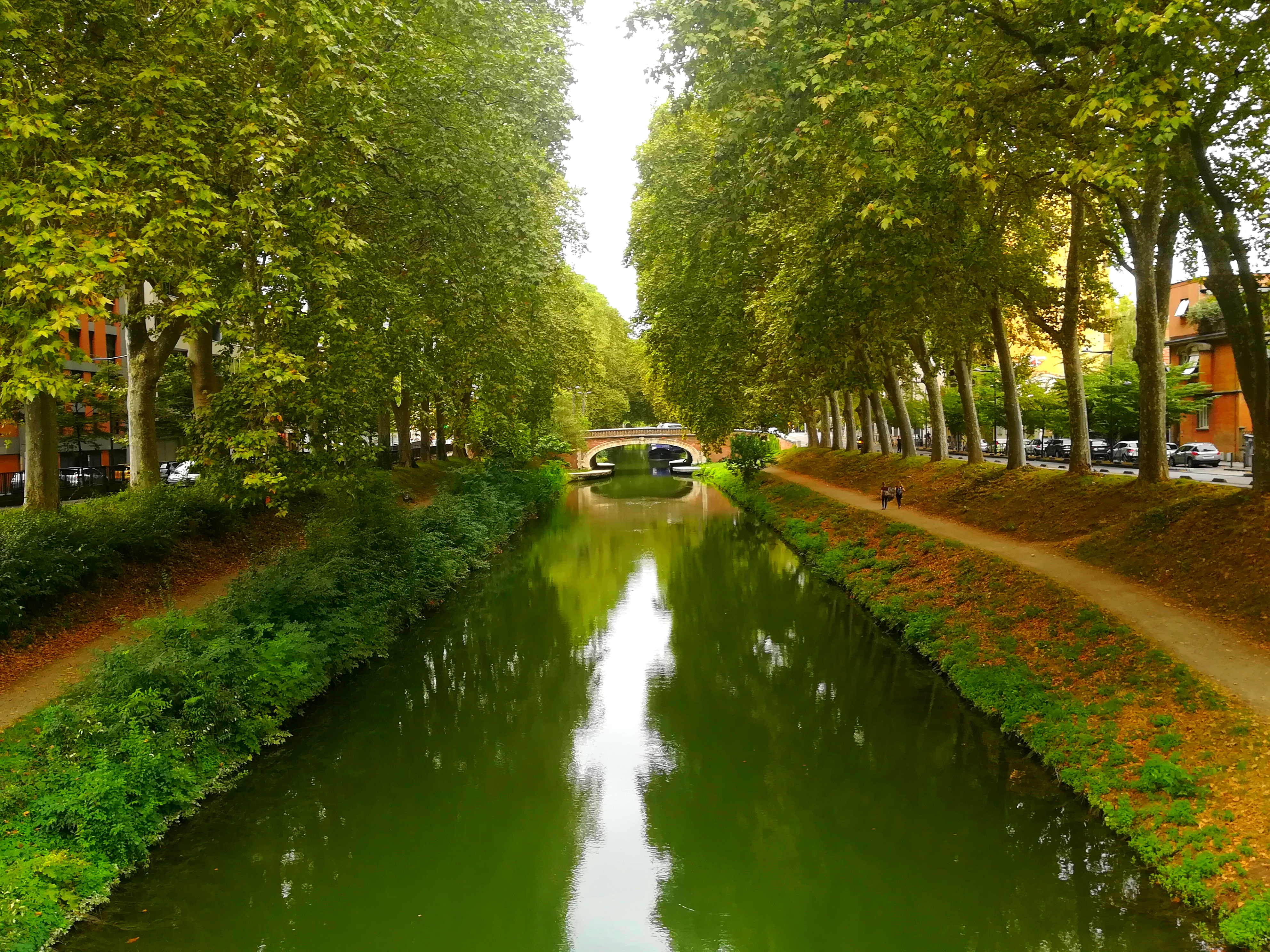
Le canal de Brienne.
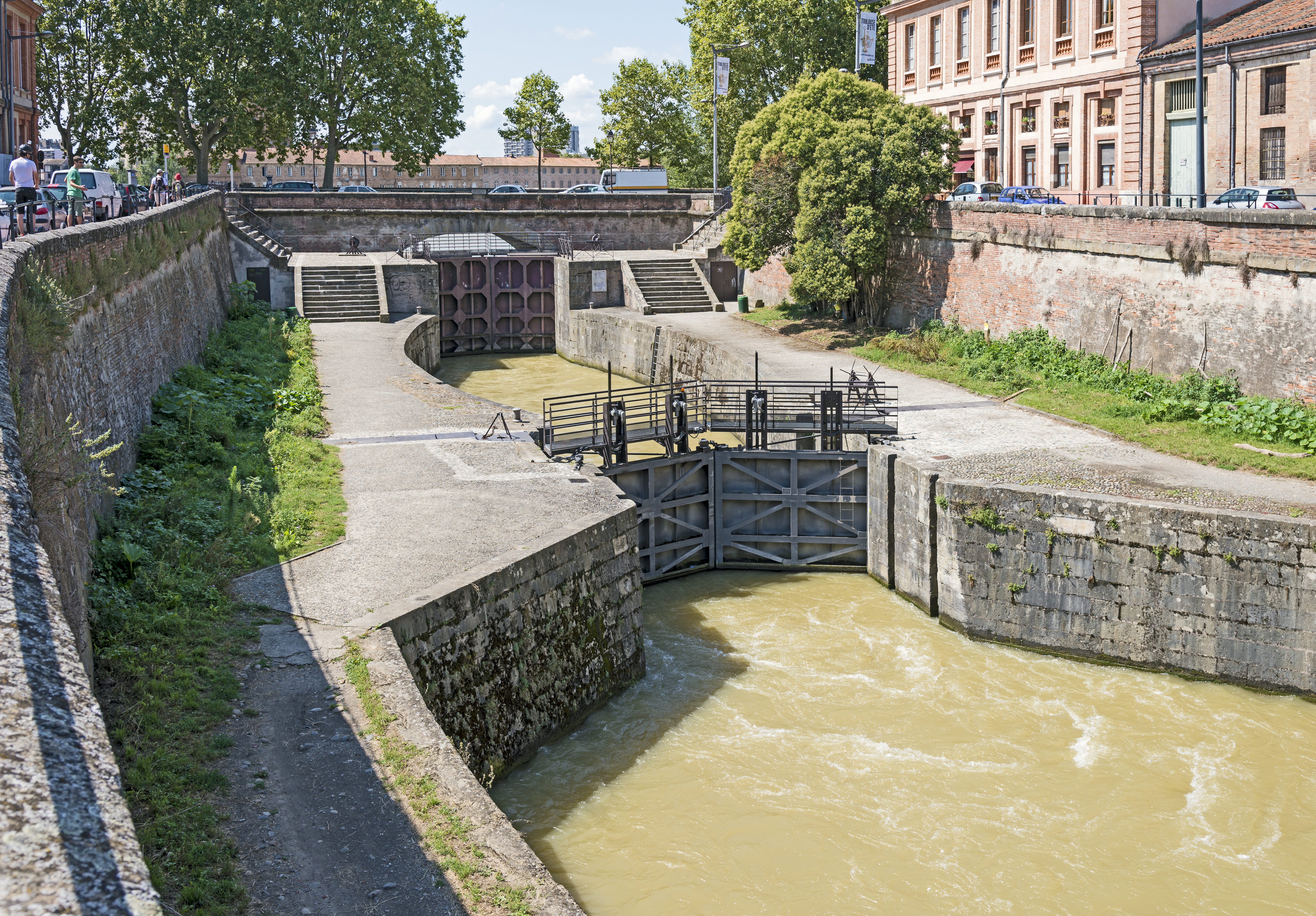
L'écluse Saint-Pierre, au bout du canal de Brienne.
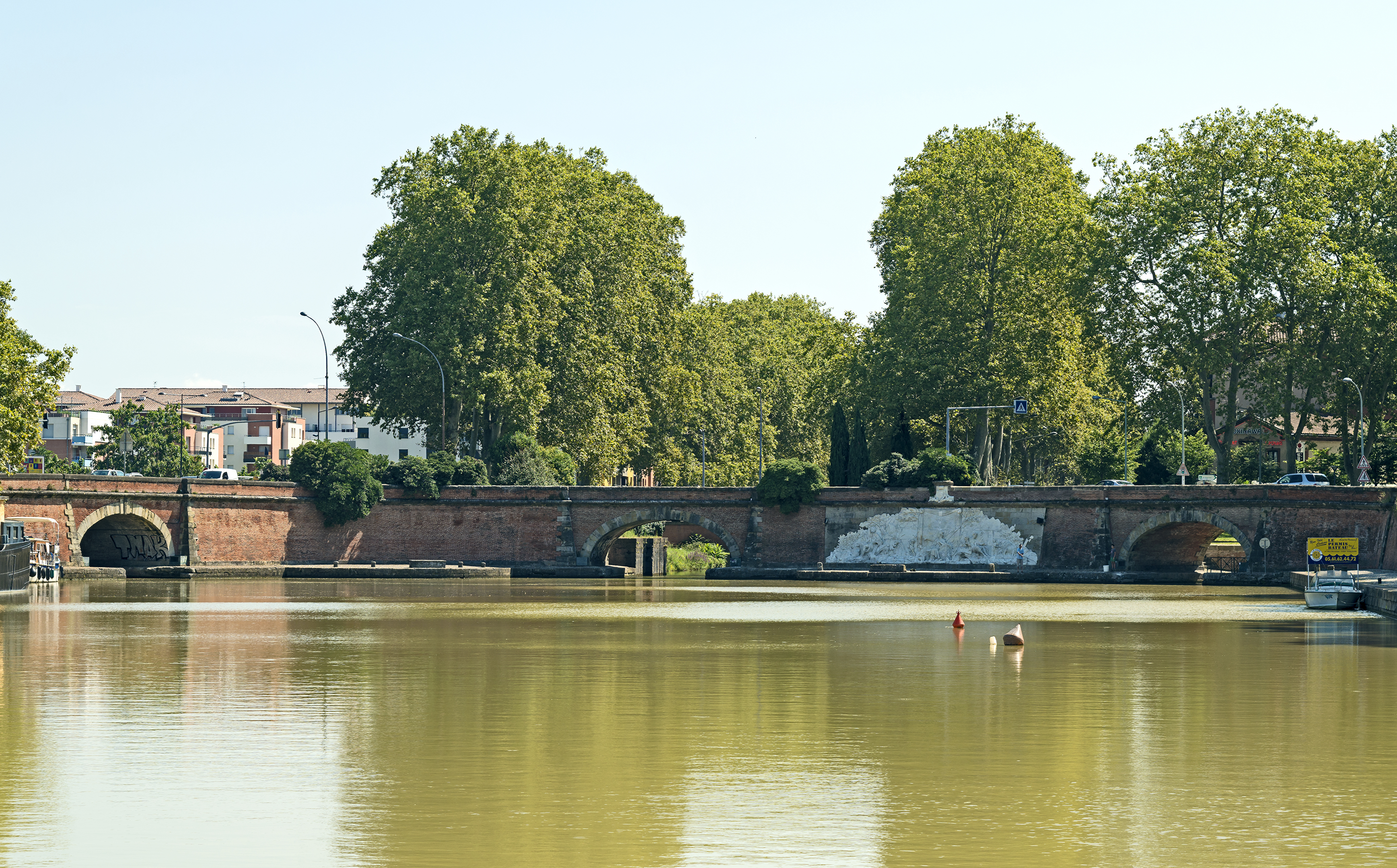
Les Ponts-Jumeaux et le port de l'Embouchure.

#### Monuments sur la Garonne
Le pont des Catalans permet de franchir la Garonne, en reliant les Amidonniers à la rive gauche. Long de 257 m, il est inscrit aux monuments historiques depuis 2018.

Le Bazacle, qui était à l'origine un moulin à eau et point de traversée de la Garonne, est aujourd'hui une usine hydroélectrique de l'entreprise EDF, située en bord de Garonne.

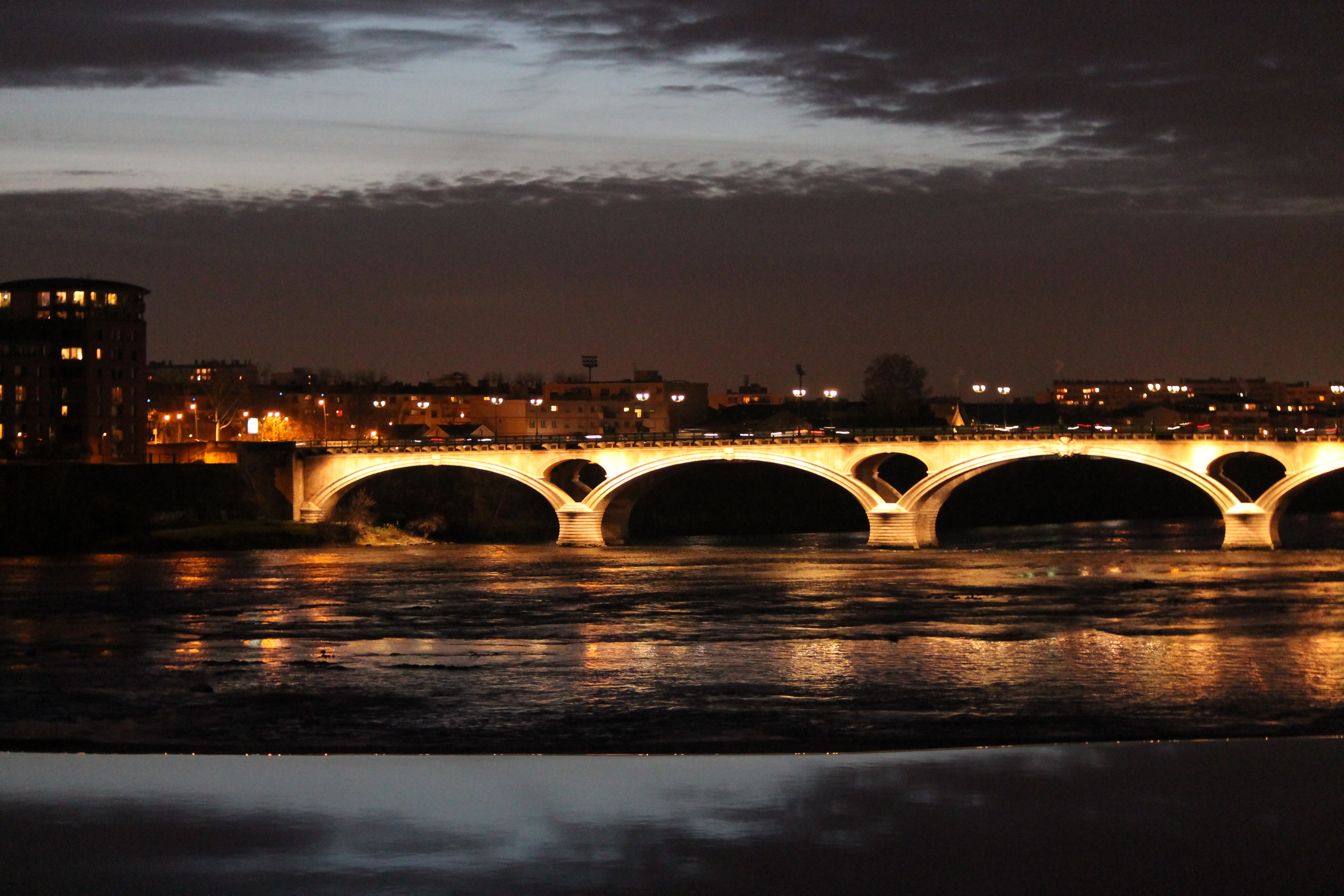
Le pont des Catalans, vu de nuit.
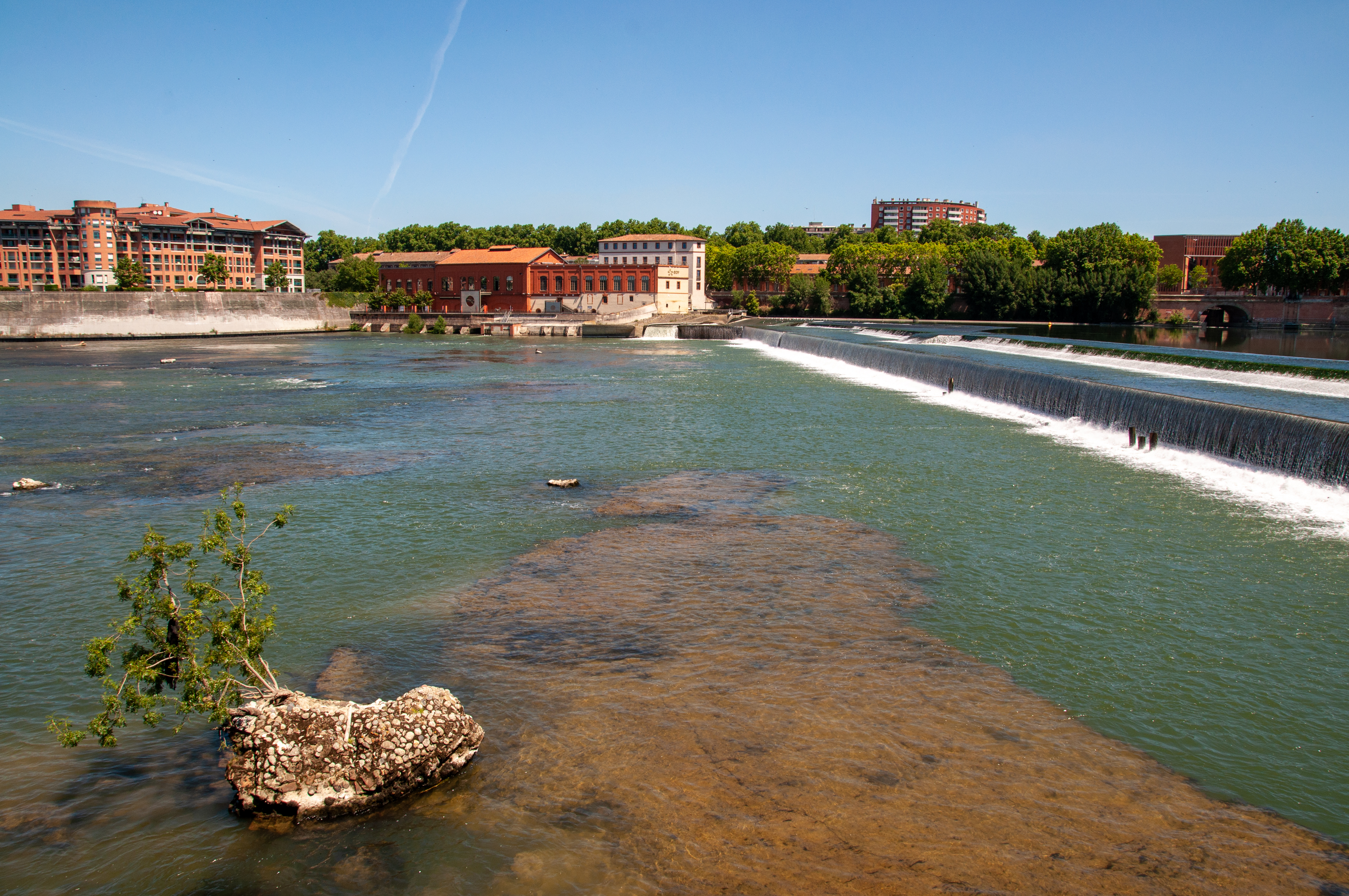
Le site du Bazacle, vu depuis la rive gauche.

#### Autres monuments du quartier
L'ancien moulin des Amidonniers, aujourd'hui reconverti en église, est classé au titre des monuments historiques.
La manufacture des tabacs, également classée au titre des monuments historiques, est devenue une annexe de l'université Toulouse 1.
La coulée verte qui traverse tout le quartier est un sentier de balade qui longe la frange sud du quartier, d'ouest en est. Une digue est aménagée pour permettre aux familles et coureurs à pied de pouvoir se rendre depuis le centre-ville jusqu'à Blagnac, sur un parcours remarquable qui longe la Garonne.

A proximité du pont des Catalans, la résidence "La Catalane" est un symbole du quartier. Immeuble tour de 13 étages de briques et de blanc, au pied du pont, elle est bien intégrée et profite d'un beau panorama sur Toulouse. Elle est d'ailleurs régulièrement utilisée pour le tournage de films ou séries TV.

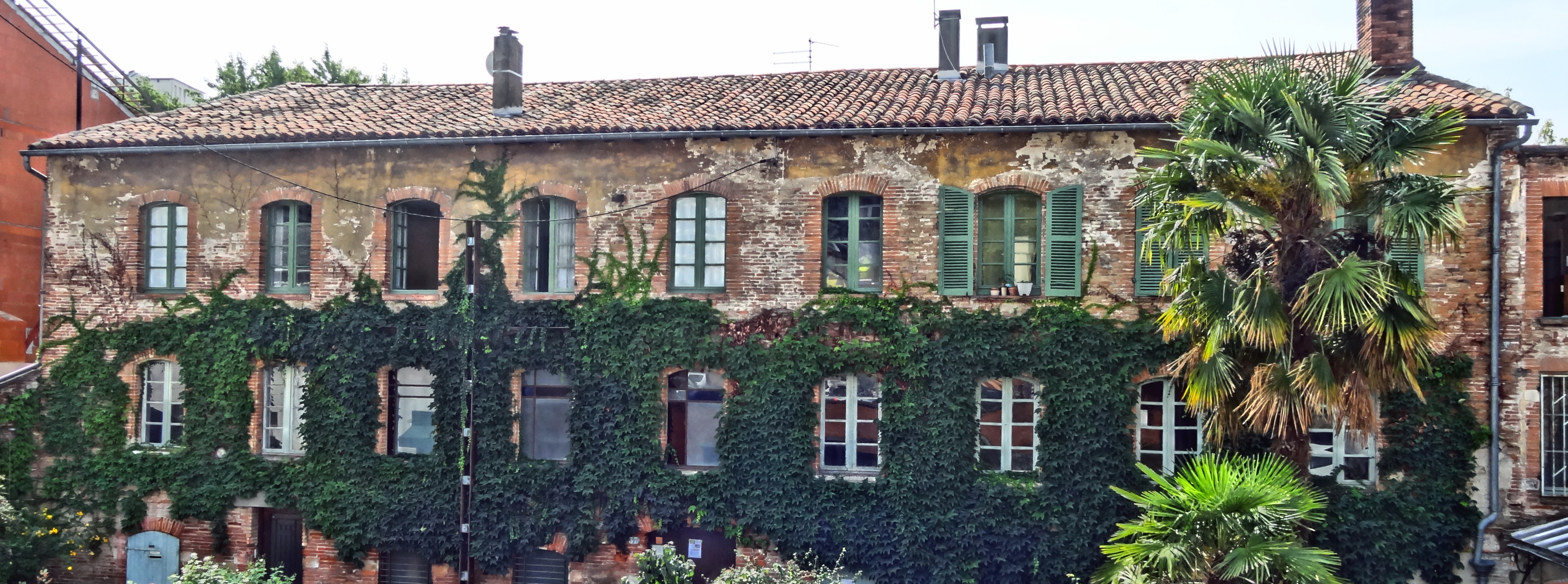
L'ancien moulin des Amidonniers, situé sur la rue du même nom.
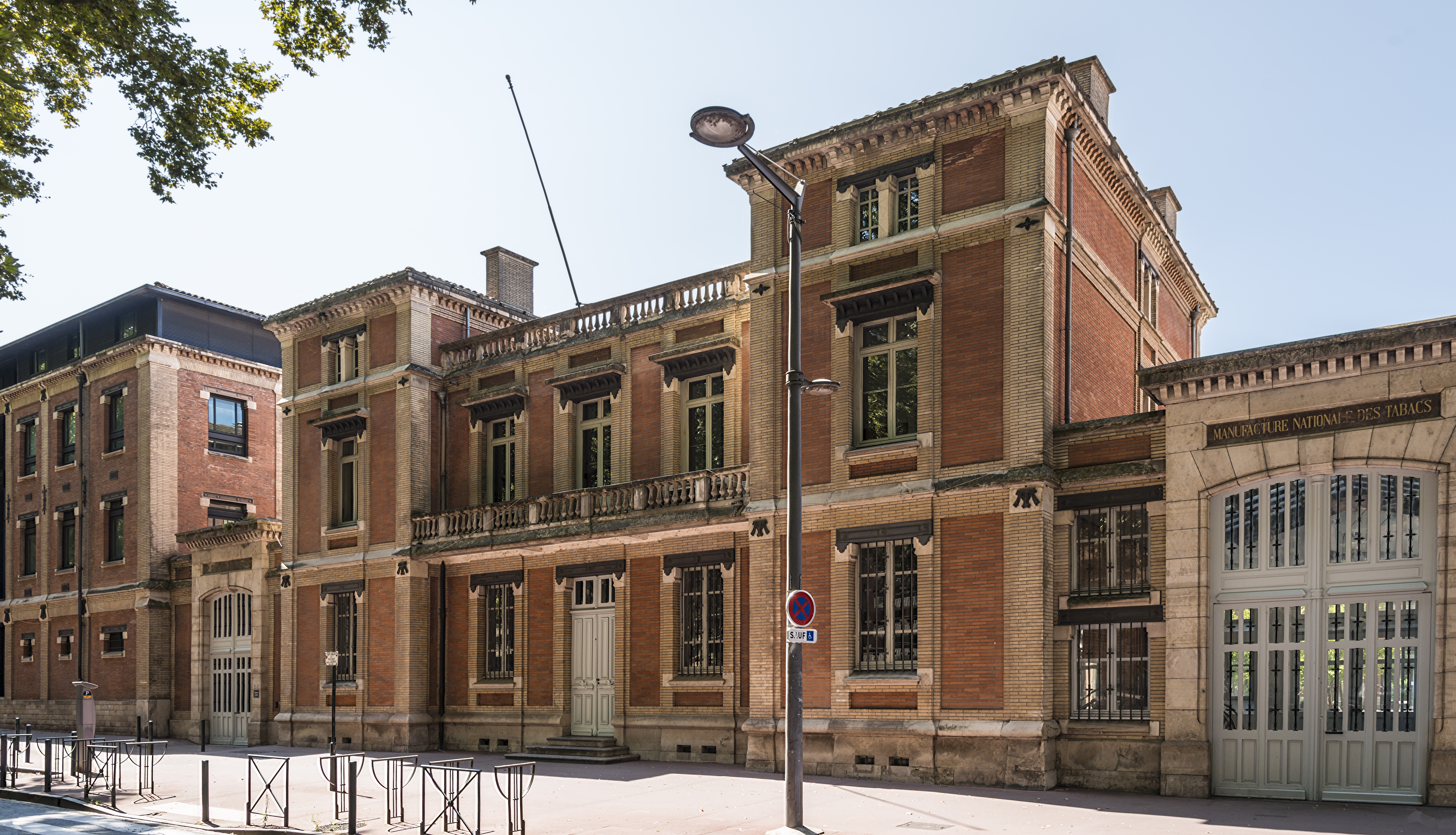
La façade de la manufacture des tabacs.